# Saint-Aubin-sur-Quillebeuf
Saint-Aubin-sur-Quillebeuf település Franciaországban, Eure megyében. Lakosainak száma 757 fő (2022. január 1.). Saint-Aubin-sur-Quillebeuf Port-Jérôme-sur-Seine és Petiville községekkel határos.

## Népesség
A település népessége az elmúlt években az alábbi módon változott:
| Lakosok száma | 333  | 384  | 424  | 553  | 655  | 677  | 716  | 749  | 758  | 757  |
|               | 1968 | 1982 | 1990 | 2006 | 2013 | 2015 | 2017 | 2019 | 2020 | 2022 |